# Selednica

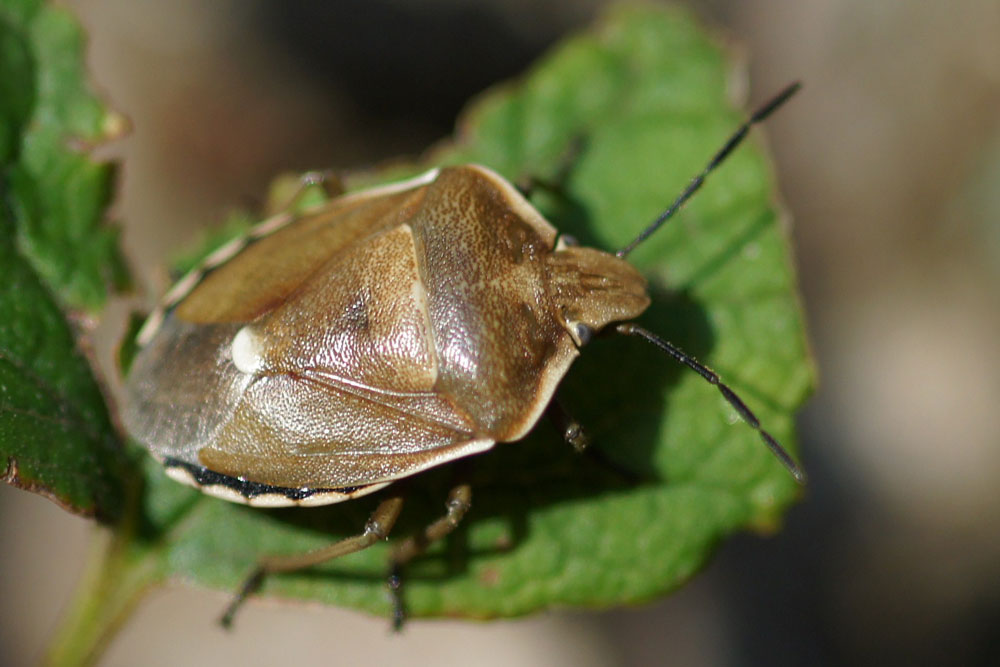
Selednica sosnowa

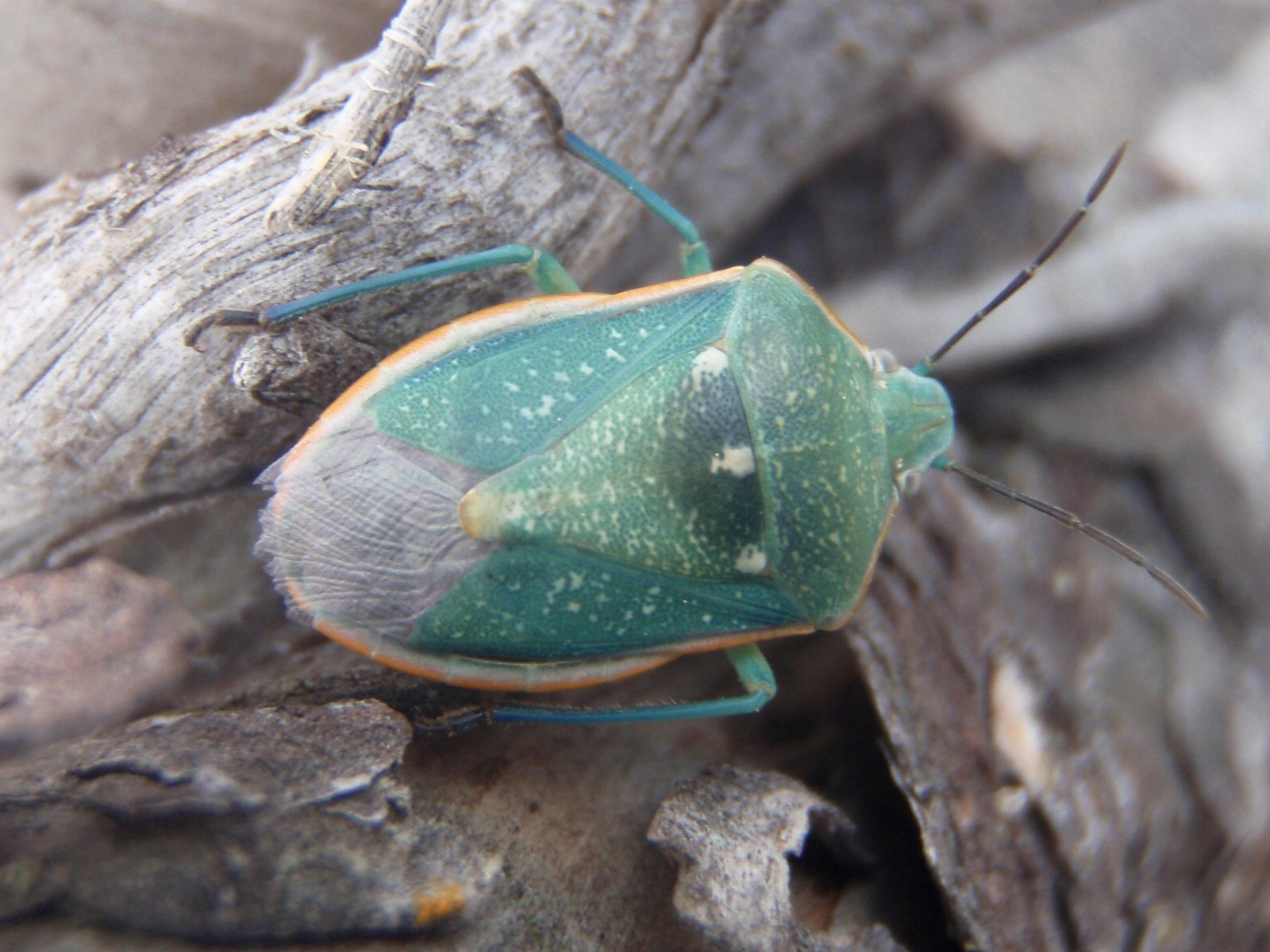
Chlorochroa sayi

Selednica (Chlorochroa) – rodzaj pluskwiaków z podrzędu różnoskrzydłych i rodziny tarczówkowatych.
Pluskwiaki te mają podstawową kolorystykę ciała zieloną do oliwkowej, jesienią z brązowym odcieniem. Barwa żółta, żółtobiała lub biała obejmuje: obrzeżenie boków przedplecza i listewki brzeżnej odwłoka, dużą plamę u szczytu tarczki i nasadę półpokryw. Pozostała część listewki brzeżnej odwłoka jest czarna. Po obu stronach ciała występuje gęste, drobne, bezbarwne lub brązowe punktowanie. Gatunki występujące w Polsce osiągają od 10 do 14 mm długości. Płaska, wydłużona i równomiernie punktowana głowa pozbawiona jest niepunktowanego, podłużnego żeberka na niewiele krótszym od policzków nadustku. Przed biodrami odnóży przedniej pary nie występują płytkowate rozszerzenia spodu przedtułowia. Na śródpiersiu, między biodrami odnóży leży żebro, natomiast brak tam bruzdy. Nasady szwów pleuralnych wszystkich sternitów tułowia pozbawione są czarnych plamek. Na pleurytach zatułowia, w oddaleniu od bioder wyraźnie widać ujścia gruczołów zapachowych zaopatrzone w długie, zwężające się ku końcom kanały wyprowadzające. Otoczenie owych ujść jest matowe wskutek pomarszczenia i pobrużdżenia. Odwłok ma trzeci sternit pozbawiony skierowanego do przodu wyrostka.
Rodzaj ten w Europie reprezentowany jest przez 3 gatunki, z których w Polsce stwierdzono 2: s. jałowcową i s. sosnową.
Takson ten został wprowadzony w 1872 roku przez Carla Ståla. Obejmuje 25 opisanych gatunków:
- podrodzaj: Chlorochroa (Chlorochroa) Stål, 1872
  - Chlorochroa albosparsa (Kuschakewitch, 1870)
  - Chlorochroa bajana Thomas, 1983
  - Chlorochroa congrua Uhler, 1876
  - Chlorochroa granulosa (Uhler, 1872)
  - Chlorochroa juniperina (Linnaeus, 1758)
  - Chlorochroa kanei Buxton & Thomas, 1983
  - Chlorochroa ligata (Say, 1831)
  - Chlorochroa lineata Thomas, 1983
  - Chlorochroa norlandi Buxton and Thomas, 1983
  - Chlorochroa norlandorum Buxton & Thomas, 1983
  - Chlorochroa opuntiae Esselbaugh, 1947
  - Chlorochroa persimilis (Horváth, 1908)
  - Chlorochroa pinicola (Mulsant & Rey, 1852)
  - Chlorochroa reuteriana (Kirkaldy, 1909)
  - Chlorochroa rossiana Buxton & Thomas, 1983
  - Chlorochroa sayi Stål, 1872
  - Chlorochroa uhleri (Stål, 1872)
- podrodzaj: Chlorochroa (Rhytidolomia) Stål, 1872
  - Chlorochroa belfragii (Stål, 1872)
  - Chlorochroa dismalia Thomas, 1983
  - Chlorochroa faceta (Say, 1825)
  - Chlorochroa osborni (Van Duzee, 1904)
  - Chlorochroa rita (Van Duzee, 1934)
  - Chlorochroa saucia (Say, 1831)
  - Chlorochroa senilis (Say, 1831)
  - Chlorochroa viridicata (Walker, 1867)